# Bari Sant’Andrea
Bari Sant’Andrea (włoski: Stazione di Bari Sant’Andrea) – przystanek kolejowy w Bari, w prowincji Bari, w regionie Apulia, we Włoszech. W przeszłości stacja była przystankiem dla niektórych regionalnych pociągów. Obecnie działa tylko w celach urzędowych.

## Historia
Przystanek Bari Sant’Andrea został otwarty w dniu 1 kwietnia 1950 roku. Później został podniesiony do rangi stacji.

## Linie kolejowe
- Bari – Taranto